# 而今みらい
而今 みらい（にこん みらい）は、日本の男性コスプレイヤー。

## 経歴
2013年9月、コスプレデビュー。
2017年8月、世界コスプレサミットにて品川美容外科とのコラボ企画にステージ出演。同年9月、雑誌『COSPLAY MODE（コスプレイモード）』2017年10月増刊号『仮装PartyメイクBOOK2017-2018』で、ミニオン（男装）・ウォーリー（男装）・オドロー（男装）・マッドハッター（女装）の計4キャラのコスプレで掲載される。
2018年3月、COS-HALLO FESTA 2018 (コス・ハロフェスタ2018)にて「女になりたいわけじゃない!ボクが女装を楽しむわけ。」コスプレイヤーみらいとして女装コスプレについてのコスプレトークショーのゲストとして出演。